# Today’s Specials
Today’s Specials – szósty studyjny album brytyjskiego zespołu ska The Specials. Na rynku ukazał się 14 maja 1996 roku nakładem wytwórni Kuff. Producentami byli: Neville Staple i Tom Lowry (utwory 1, 2, 3, 4, 5, 10, 12) oraz Mark Adams (utwory 6, 7, 8, 9, 11).
Album w całości wypełniają covery wykonawców prezentujących różne style muzyczne, zaaranżowane na utwory ska. Znalazły się tu m.in. utwory takich wykonawców jak Peter Tosh, Desmond Dekker, The Clash, Neil Diamond. 
W USA i Kanadzie ukazał się w tym samym roku nakładem Virgin Records z alternatywną okładką. Jest też wersja promocyjna albumu wydana w USA, zawierająca 6 utworów z podstawowego zestawu.

## Lista utworów

### wersja podstawowa
1. „Take Five” (Paul Desmond) - 3:56
2. „Pressure Drop” (Toots Hibbert) - 4:18
3. „Hypocrite” - (Bob Marley)- 3:25
4. „Goodbye Girl” - (John Holt) 3:57
5. „A Little Bit Me, A Little Bit You” (Neil Diamond) - 4:32
6. „Time Has Come” (Slim Smith) - 5:09
7. „Dirty Old Town” (Ewan MacColl) - 3:33
8. „Somebody Got Murdered” (The Clash) - 3:06
9. „Shanty Town 007” (Desmond Dekker/Leslie Kong) - 3:57
10. „Simmer Down” (Bob Marley) - 3:46
11. „Maga Dog” (Peter Tosh) - 2:54
12. „Bad Boys” (Beckford Bailey) - 5:08

### wersja promocyjna
1. „Take Five” (Paul Desmond) - 3:56
2. „Hypocrite” - (Bob Marley)- 3:25
3. „Pressure Drop” (Toots Hibbert) - 4:18
4. „A Little Bit Me, A Little Bit You” (Neil Diamond) - 4:32
5. „Somebody Got Murdered” (The Clash) - 3:06

## Muzycy
- Neville Staple - wokal
- Roddy Byers - gitara, wokal
- Lynval Golding - gitara, wokal
- Horace Panter - bas
- Mark Adams - klawisze, drugi wokal
- Adam Birch - puzon, trąbka
- Aitch Hyatt - perkusja, drugi wokal
- Sheena Staple - drugi wokal